# Atanas Komšev
Atanas Slavov Komšev (in bulgaro Атанас Славов Комшев?; Devetinci, 23 ottobre 1959 – Sofia, 12 novembre 1994) è stato un lottatore bulgaro, specializzato nella lotta greco-romana.

## Palmarès

### Olimpiadi
- 1 medaglia:
  - 1 oro (Seul 1988 nei 90 kg)

### Mondiali
- 5 medaglie:
  - 3 argenti (Katowice 1982 nei 90 kg; Kiev 1983 nei 90 kg; Budapest 1986 nei 90 kg)
  - 2 bronzi (Kolbotn 1985 nei 90 kg; Clermont-Ferrand 1987 nei 90 kg)